# Meethari Marwar
Meethari Marwar (hindi: मीठड़ी मारवाड़) är en ort i Indien.   Den ligger i distriktet Nāgaur och delstaten Rajasthan, i den nordvästra delen av landet, 280 km väster om huvudstaden New Delhi. Meethari Marwar ligger 322 meter över havet och antalet invånare är 14 760.
Terrängen runt Meethari Marwar är huvudsakligen mycket platt. Meethari Marwar ligger nere i en dal. Runt Meethari Marwar är det ganska tätbefolkat, med 214 invånare per kvadratkilometer. Det finns inga andra samhällen i närheten. Trakten runt Meethari Marwar består till största delen av jordbruksmark.